# جيمس بارنز (لاعب كريكت)
جيمس بارنز (14 أغسطس 1886 في المملكة المتحدة - 9 سبتمبر 1963 في المملكة المتحدة) (بالإنجليزية: James Barnes)‏ هو لاعب كريكت بريطاني وبريطاني (وحمل سابقاً جنسية المملكة المتحدة لبريطانيا العظمى وأيرلندا). لعب مع نادي مقاطعة نوتنغهامشير للكريكت ‏.

## وصلات خارجية
- جيمس بارنز على موقع إي آس بي آن كريك إنفو (الإنجليزية)